# Laryea Kingston
Laryea Kingston (Accra, 7 novembre 1980) è un ex calciatore ghanese, di ruolo centrocampista.
Ha un fratello, Richard Kingson, che gioca come portiere.

## Caratteristiche tecniche
È un centrocampista di fascia, all'occorrenza ala.

## Carriera

### Club
Dopo aver giocato nel Great Olympics, passò all'Al-Litthad, per poi tornare in Ghana in nell'Hearts of Oak. Due anni dopo passò al Maccabi Ahi Nazareth, senza mai giocare una partita. Venne poi ceduto all'Hapoel Tel Aviv in Israele.
Si trasferì poi in Europa, in Russia, al Kryl'ja Sovetov Samara, che lo cedette, un anno dopo, al Terek Groznyj, giocando però solo il primo anno: il 2006 lo passò in prestito giocando al Lokomotiv Mosca, il 2007 all'Hearts of Midlothian. L'Hearts, a fine stagione, decide di riscattarlo, acquistandolo dal Grozny e battendo la concorrenza di Fulham e Newcastle United. Nel maggio del 2010 è stato svincolato dalla società scozzese.

### Nazionale
Ha partecipato ai Mondiali Under-20 del 1999.
Conta varie presenze con la nazionale ghanese.

## Palmarès

### Club

#### Competizioni nazionali
- Campionato ghanese: 2

Hearts of Oak: 2001, 2002